# Chuyển hướng thương mại
Chuyển hướng thương mại là một thuật ngữ kinh tế liên quan đến kinh tế học quốc tế, trong đó giao dịch thương mại được chuyển hướng từ một đơn vị xuất khẩu hiệu quả sang một đơn vị xuất khẩu kém hiệu quả hơn bằng cách thành lập Hiệp định thương mại tự do hoặc Liên minh thuế quan. Tổng chi phí hàng hóa trở nên rẻ hơn trong thoả thuận giao dịch vì thuế quan thấp. Điều này được so sánh với sự giao dịch cùng các nước nằm ngoài Hiệp định đối với hàng hóa có chi phí thấp hơn nhưng thuế quan cao hơn. Thuật ngữ liên quan Tạo lập thương mại nghĩa là sự hình thành của Hiệp định thương mại giữa các quốc gia làm giảm giá hàng hoá cho nhiều nhà tiêu dùng hơn, do đó sẽ làm tăng tất cả các giao dịch. Trong trường hợp này, nhiều nhà sản xuất hiệu quả sẽ làm tăng các giao dịch hay mua bán.
Các thuật ngữ này đã được nhà kinh tế học trường phái Chicago Jacob Viner sử dụng trong bài báo The Customs Union Issue của ông vào năm 1950.

## Cách dùng phổ biến
Việc sử dụng các thuật ngữ ban đầu là bởi Jacob Viner trong bài báo The Customs Union Issue (Vấn đề về liên minh thuế quan) của ông vào năm 1950. Vài năm sau trong cùng thập kỷ đó, Richard Lipsey nhận thấy rằng, không chỉ nơi sản xuất và nơi tiêu thụ hàng hoá đều bị ảnh hưởng bởi các Hiệp định thương mại.
Béla Balassa đã thảo luận về các khái niệm liên quan đến Thị trường chung Châu Âu trong bài báo Trade Creation and Trade Diversion in the European Common Market (Sự thành lập Thương mại và Chuyển đổi Thương mại trong Thị trường Chung Châu Âu) của ông ấy vào năm 1967.
Vào năm 2013, bài báo Contextual History, Practitioner History, and Classic Status: Reading Jacob Viner’s The Customs Union Issue (Bối cảnh lịch sử, lịch sử chuyên môn và tình trạng điển hình: Tìm hiểu về Vấn đề liên minh thuế quan của Jacob Viner) của Paul Oslington đã quay trở lại xem xét bài báo gốc của Viner.

## Sự xuất hiện
Khi một quốc gia áp dụng một mức thuế chung cho tất cả quốc gia khác, quốc gia đó sẽ luôn nhập khẩu từ các quốc gia sản xuất hiệu quả nhất, vì một quốc gia sản xuất hiệu quả hơn sẽ cung cấp hàng hoá ở một mức giá thấp hơn. Việc thành lập một hiệp định thương mại tự do song phương hoặc trong khu vực có thể không phải là một điều đúng trong một số trường hợp. Nếu hiệp định hay thoả thuận được ký bởi một quốc gia sản xuất kém hiệu quả hơn, rất có thể sản phẩm của họ sẽ trở nên rẻ hơn trên trị trường nhập khẩu so với các sản phẩm từ các quốc gia hoạt động hiệu quả hơn, vì chỉ có một trong số họ bị đánh thuế. Do đó, sau khi hiệp định được ký kết và thiết lập, nước nhập khẩu sẽ mua hàng hoá từ một nước sản xuất có chi phí cao hơn, thay vì một nước sản xuất giá rẻ mà nước này đã nhập cho đến thời điểm đó. Nói cách khác, điều này sẽ gây ra sự chuyển hướng thương mại.

## Thuật ngữ
Thuật ngữ này đã được đặt ra bởi Jacob Viner trong The Customs Union Issue (Vấn đề về liên minh thuế quan) vào năm 1950. Theo nghĩa đen, thuật ngữ này không đầy đủ vì nó không nắm bắt được tất cả tác động phúc lợi của tự do hoá phân biệt thuế quan và nó không hữu ích khi nói đến hàng rào phi thuế quan. Tuy nhiên, các nhà kinh tế đã giải quyết sự không hoàn chỉnh này theo hai cách. Hoặc họ kéo dài ý nghĩa ban đầu để bao hàm tất cả các tác động phúc lợi, hoặc họ đưa ra các thuật ngữ mới như Thương mại mở rộng hoặc Sự thành lập thương mại nội bộ với bên ngoài.
Bài báo của Viner đã và vẫn là nền tảng của lý thuyết về hội nhập kinh tế quốc tế. Ông xem xét đến việc hai quốc gia so sánh quá trình thương mại của họ với phần còn lại của thế giới, sau khi bãi bỏ thuế quan ở biên giới của họ. Thực tế là các liên minh kinh tế thường bao gồm nhiều hơn 2 chủ thể, dù người ta đã cố gắng tăng số lượng các quốc gia (3+thế giới), nhưng không thành công vì nó không có kết luận rõ ràng như bài báo của Viner.
Trái ngược với tác động tạo ra quy mô thương mại hiệu quả về mặt kinh tế, dòng chuyển hướng thương mại không hiệu quả về chi phí so với phần còn lại của thế giới. Cân bằng giữa tạo lập thương mại và các tác động chuyển hướng thương mại do việc tạo ra liên minh kinh tế làm cho liên minh kinh tế hoạt động có hiệu quả (cân bằng dương) hoặc kém hiệu quả (cân bằng âm). Nó dựa trên thực tế là việc thống nhất các quốc gia thường áp dụng cho sự hợp nhất nhiều hơn 1 lĩnh vực trong nền kinh tế (ngay cả Cộng đồng Than Thép Châu  u, vốn chỉ có 2 lĩnh vực) dẫn đến việc tạo ra các tác động tạo lập thương mại hoặc chuyển hướng thương mại.
Tác động tích cực của chuyển hướng thương mại bao gồm tăng cường hoạt động thương mại giữa các quốc gia thống nhất, gia tăng cơ hội việc làm ở các quốc gia sản xuất trong liên minh, từ đó dẫn đến tăng thuế và phúc lợi tương ứng.

## Bất lợi
Chệch hướng thương mại có thể gây bất lợi cho các quốc gia không phải là thành viên về kinh tế và chính trị, đồng thời tạo nên mối quan hệ căng thẳng giữa hai quốc gia. Sản lượng hàng hóa hoặc dịch vụ giảm được trao đổi từ một quốc gia có lợi thế cao sang một quốc gia có lợi thế thấp hơn sẽ phản ứng lại việc tạo ra hiệu quả hơn và do đó dẫn đến tổng thặng dư tăng nhiều hơn. Nhiều nhà kinh tế cho rằng chuyển hướng thương mại gây bất lợi cho người tiêu dùng. Động lực của chuyển hướng thương mại được Ravshanbek Dalimov mô tả vào năm 2009, ông dùng sự tương đồng của dòng chảy thương mại với dòng chất khí hoặc chất lỏng được kích thích bởi chênh lệch áp suất, trong khi dòng chảy thương mại được kích thích bởi chênh lệch giá. Điều này cho phép sử dụng các phương trình Navier–Stokes cho các động lực liên vùng của các dòng chảy thương mại.